# One Seaport
One Seaport est un gratte-ciel fantôme situé à Manhattan, dans l'État américain de New York. Il s'élève à 204,2 mètres. 
Il est conçu par le cabinet d'architectes Hill West Architects, et construit par la société Fortis Property Group.